# Rosamaria Montibeller

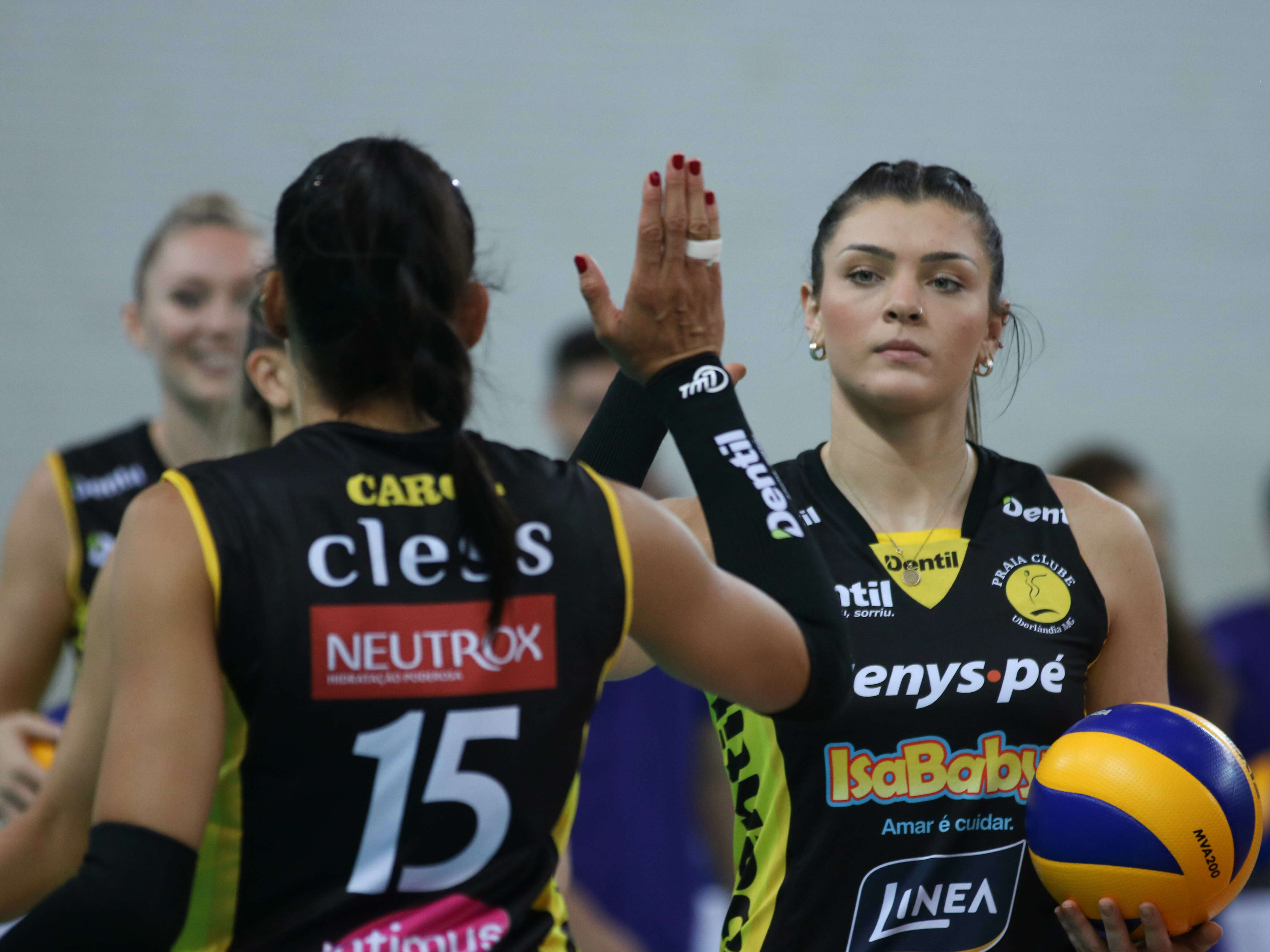
Rosamaria Montibeller zawodniczką Dentil/Praia Clube w sezonie 2018/2019

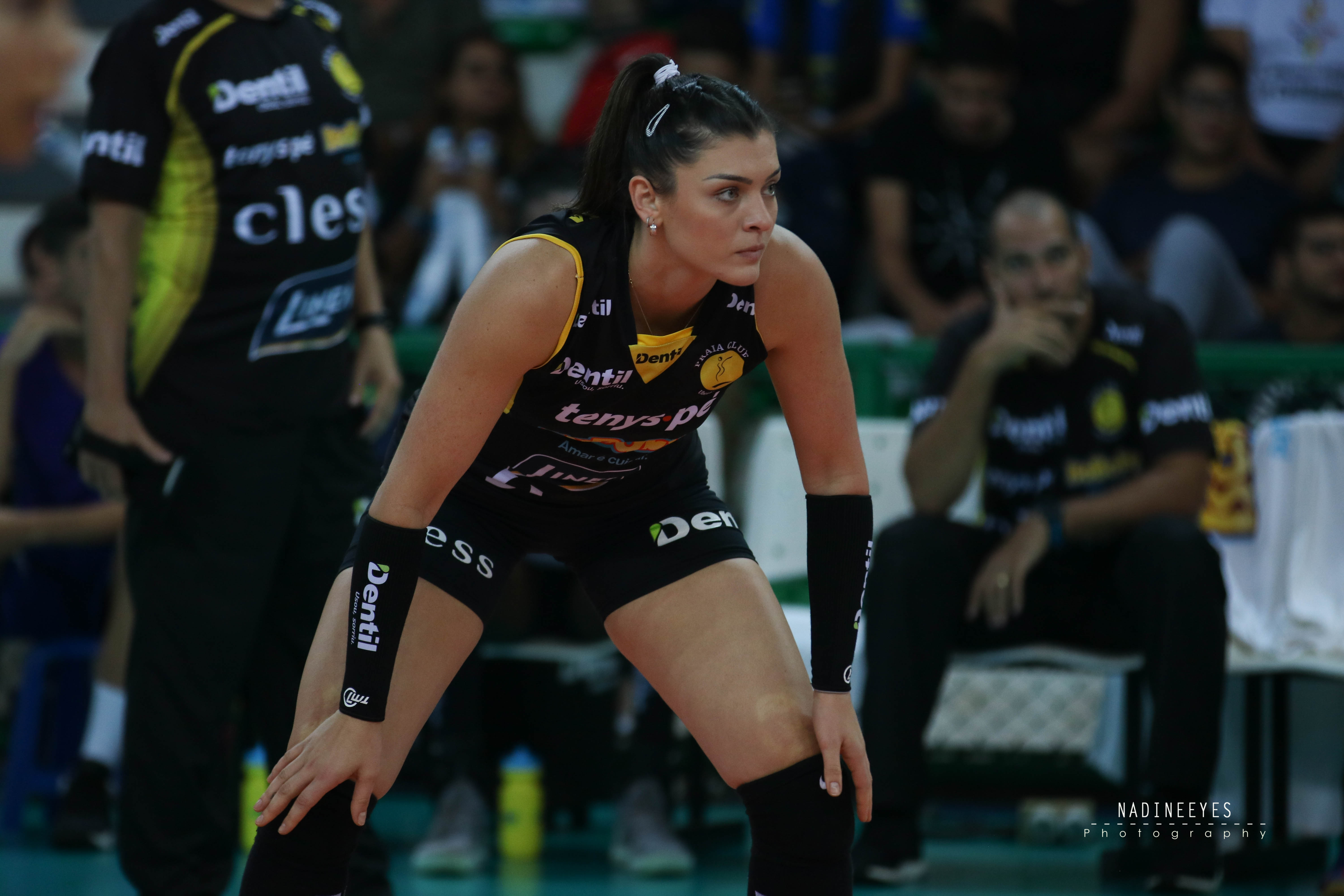
Rosamaria Montibeller zawodniczką Dentil/Praia Clube w sezonie 2018/2019

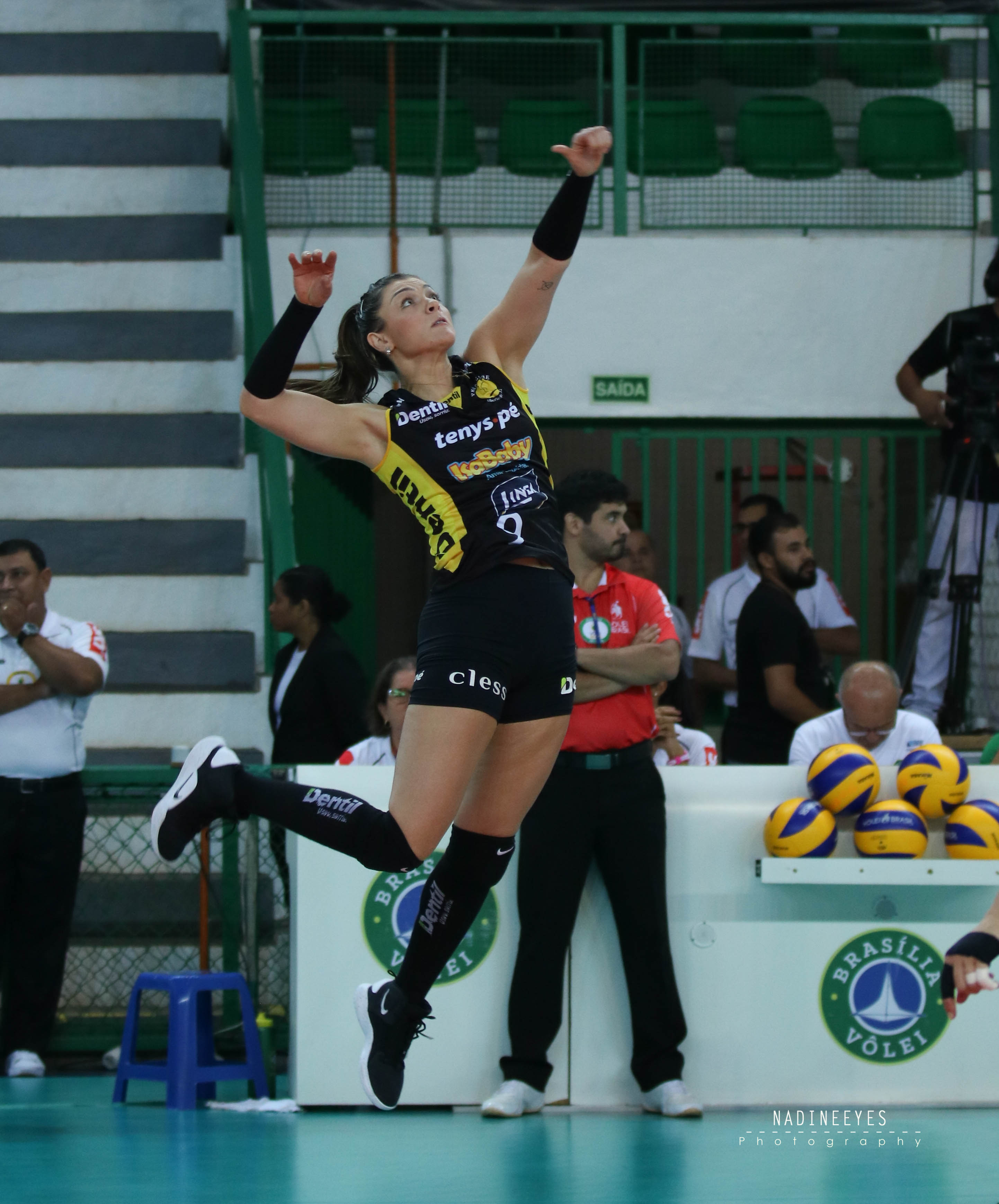
Rosamaria Montibeller podczas ataku z lewego skrzydła w drużynie Dentil/Praia Clube w sezonie 2018/2019

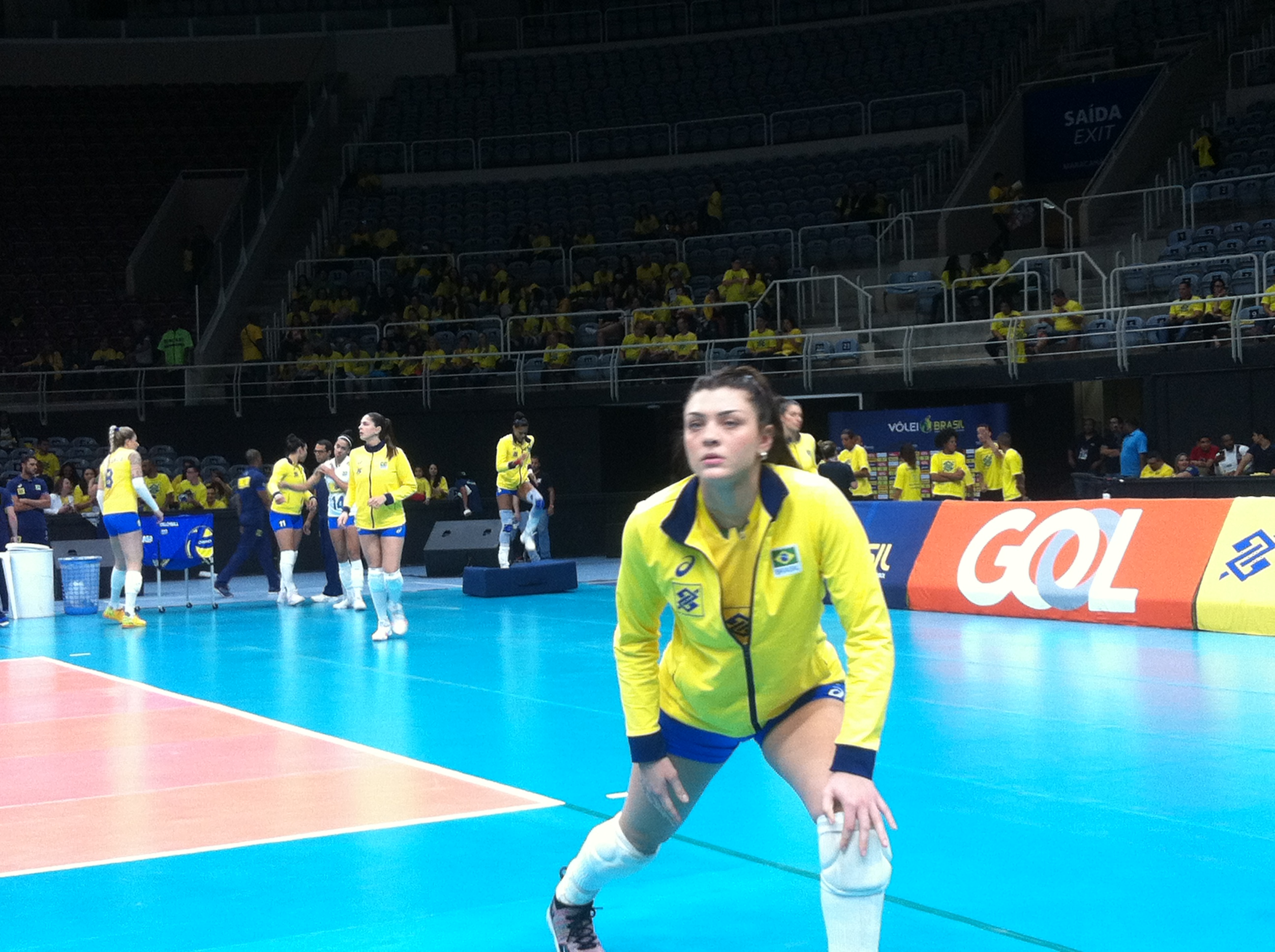
Rosamaria Montibeller reprezentantką Brazylii w 2018 roku

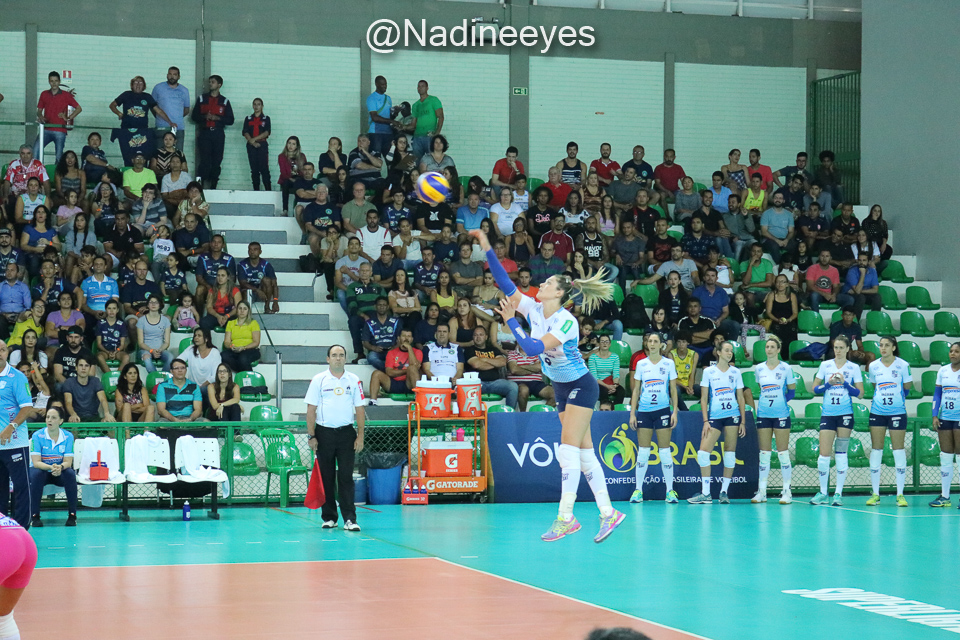
Rosamaria Montibeller podczas wykonywania zagrywki w drużynie Minas Tênis Clube w sezonie 2016/2017

Rosamaria Montibeller (ur. 9 kwietnia 1994 w Nova Trento) – brazylijska siatkarka, reprezentantka kraju, grająca na pozycji atakującej.
Pod koniec lutego 2023 roku otrzymała obywatelstwo włoskie.

## Przebieg kariery
| Lata      | Klub                           |
| --------- | ------------------------------ |
| 2011–2013 | São Caetano Esporte Clube      |
| 2013–2014 | Amil Campinas                  |
| 2014–2015 | Esporte Clube Pinheiros        |
| 2015–2018 | Minas Tênis Clube              |
| 2018–2019 | Dentil/Praia Clube             |
| 2019–2020 | Bartoccini Gioiellerie Perugia |
| 2020–2021 | VBC Èpiù Casalmaggiore         |
| 2021–2022 | Igor Gorgonzola Novara         |
| 2022–2023 | E-Work Busto Arsizio           |
| 2023–     | Denso Airybees                 |

## Sukcesy klubowe
Puchar Brazylii:
- 2015

Mistrzostwo Brazylii:
- 2019
- 2016, 2018

Klubowe Mistrzostwa Ameryki Południowej:
- 2018
- 2019

Superpuchar Brazylii:
- 2018

## Sukcesy reprezentacyjne
Mistrzostwa Ameryki Południowej U-16:
- 2011

Mistrzostwa Ameryki Południowej Juniorek:
- 2012

Puchar Panamerykański U-23:
- 2012

Mistrzostwa Świata Juniorek:
- 2013

Mistrzostwa Ameryki Południowej U-22:
- 2014

Igrzyska Panamerykańskie:
- 2015

Mistrzostwa Świata U-23:
- 2015[5]

Volley Masters Montreux:
- 2017

Grand Prix:
- 2017[6]

Mistrzostwa Ameryki Południowej:
- 2017, 2021, 2023[7]

Puchar Wielkich Mistrzyń:
- 2017

Igrzyska Olimpijskie:
- 2020
- 2024[8]

Liga Narodów:
- 2021, 2022[9], 2025[10]

Mistrzostwa Świata:
- 2022[11]

## Nagrody indywidualne
- 2012: Najlepsza atakująca Mistrzostw Ameryki Południowej Juniorek
- 2015: Najlepsza atakująca Mistrzostw Świata U-23
- 2018: Najlepsza przyjmująca Klubowych Mistrzostw Ameryki Południowej